# Otto Nyholm Larsen
Otto Nyholm Larsen (23. ledna 1922 Seattle – 20. května 2007) byl americký sociolog. Ve svém rodném městě působil jako profesor na Washingtonské univerzitě.

## Původ
Otto Nyholm Larsen se narodil do rodiny dánských imigrantů. Otec Lars Christian Larsen se narodil v Jutlandu (pevninská část Dánska). Měl dva sourozence, bratra a sestru. Do USA emigroval na přelomu 18. a 19. století. (Jeho sourozenci také časem emigrovali do USA.) Přiletěl do Bostonu a odtud se dostal do Omahy. V Omaze se mohl začít naplno věnovat obchodu s koberci a skříněmi. Matka Sigrid Marie Knudsen pocházela z Fynu (druhý největší ostrov Dánska). Do Omahy přišla jako velmi malé dítě se svou početnou rodinou. (Dle Otty N. Larsena měla pravděpodobně 15 sourozenců.) Její otec pracoval jako topič v ocelárně. Pocházeli z chudých poměrů a žili v chudém a převážně černošském ghettu v Omaze. Rodiče Otto Larsena se pravděpodobně seznámili skrze aktivity spojené s církví, otec následně začal studovat na Grand View University v Des Moines v Iowě a po studiích se stal vysvěceným pastorem.

## Životopis
Po první světové válce pracovali oba rodiče v dánském sirotčinci v Tyler ve státě Minnesota. Tou dobou se narodil i Otto N. Larsen. Celá rodina se přestěhovala do Junction City, kde přečkali i druhou světovou válku. Během dospívání se Otto setkával se spoustou dalších přistěhovalců z Dánska. Navštěvoval veřejnou školu a během léta také dánskou školu, což ho přivedlo do spojení s dalšími dánskými komunitami. Navštěvoval Grand View College. Dánská kultura na něj měla velký vliv, naučil se jazyk, písně, příběhy, tance a spoustu dalšího. Později se stal profesorem na Kodaňské univerzitě, což byla jeho historicky první návštěva této země. V roce 1947 se vrátil z druhé světové války do Seattlu, kam se jeho lidé přestěhovali během války. Rozhodl se zde začít navštěvovat Washingtonskou univerzitu.
Seznámil se s Grettou Paterson, které se později stala jeho manželkou. Také oba její rodiče pocházeli z Dánska. Měli spolu čtyři děti.

## Kariéra
Larsen rozsáhle studoval incidenty masové hysterie, jako například Seattle Windshield pitting Epidemic (Epidemie čelních skel v Seattlu). Toto vedlo k jeho jmenování Lyndonem B. Johnsonem předsedou Prezidentské komise k obscénnostem a pornografii. 13. května 1970 se stal jedním z prvních lidí, kteří byli trefení koláčem jako forma politického protestu, což provedl Thomas Forcade během veřejného slyšení komise. Komise doporučovala sexuální výchovu a neshledala pornografii a obscénnost závažnými sociálními problémy, protože neshledali žádné důkazy, že by takové materiály mohly jednotlivcům škodit. Tudíž dospěli k závěru, že soudobá politika a zákony více problému vytvoří než vyřeší. Johnsonův nástupce Richard Nixon však společně se Senátem závěry komise odmítli.

## Dílo

### Oregon Danish Colony
Oregon Danish Colony: Ethnic Assimilation in Junction City, 1902-1952, spoluautorem byl Gerald Rasmussen a vydána byla nakladatelstvím Danish Amer Heritage Society v roku 1998 v angličtině. Kniha byla ovlivněna autorovým dětstvím a jeho dánskými kořeny. Jeho rodiče se, když mu byl jeden rok, přestěhovali do Junction City a zde také Otto N. Larsen vyrůstal.

### Diffusion and belief in a collective delusion
Diffusion and belief in a collective delusion je kniha vydaná v roce 1964 nakladatelstvím American sociological review. Spoluautorem téhle studie je profesor sociologie Nahum Medalia z Georgia Institute of Technology (poté byl taky profesorem sociologie na Harvardově univerzitě). Studie se zaobírá a také dopodrobna vysvětluje takzvaný Seattle windshield pitting epidemic (lze přeložit jako Epidemie čelních skel v Seattlu), fenomén, který se odehrál v roce 1954 v USA. Tento fenomén se dosud považuje za učebnicový příklad masové deziluze.
V březnu roku 1954 se v městečku Bellingham začaly objevovat jamky a dírky na čelních sklech. Místní začali klást vinu vandalům, ale když se takzvaná epidemie rozšířila dál, až do Seattlu a následně po státech Washington, Illinois, Kentucky, Ohio, Kalifornie, Oregon, Wisconsin a Michigan, případ se rychle medializoval a rozšířila se masová hysterie. Příčiny začala vyšetřovat i vláda. Existuje několik teorií o tom, kdo byl zodpovědný za škodu:
1. někteří připisovali vinu nedaleké námořní rádiové stanici (Jim Creek Naval Station), které vysílalo oscilace takové síly, že byly schopny fyzicky poškodit sklo
2. příčinou mohly být také nebezpečné kosmické louče
3. nejabsurdnější teorie tvrdí, že za poškozenými skly byli pískové blechy
4. největší obavy byly ohledně testování nukleárních zbraní (tahle teorie se doopravdy potvrdila[zdroj⁠?!])

Studie dokazuje, že po prvním uveřejnění případu poškozených skel ve městě Bellingham (80 km od Seattlu) v médiích se počet nahlášených poškození okamžitě zvýšil na 3 000 nahlášených případů během necelého měsíce. Podle autorů je to jasný příklad davové paniky a deziluze.

### Milestones and Millstones
Kniha Milestones and Millstones pojednává o tom, zda a hlavně jak by měla Národní vědecká nadace (ang. National science foundation, dále jen NSF) podporovat společenské vědy, jaké množství dotací je vyčleněno pro různé disciplíny a také ukazuje na postoj politiků ke krokům NSF. Otto. N. Larsen údaje zobrazil na čtyřech pramenech, které vždy obsahovaly rozpočtové figury. „Perceived scientific need“ (uvědomění si/ pochopení vědeckých potřeb), tak je definováno množství peněz vyčleněných pro společenskovědní disciplíny v prezidentově rozpočtu. „Actual political power“ (skutečná politická síla) je dána podílem peněz (které vytvořil Kongres), k těm, které požaduje prezident. Čím větší je tento podíl, tím větší politickou moc to dává. „Prospective societal import“ (možný společenský dopad) je celkové množství peněz, které byly použity na podporu vědeckých disciplín. A nakonec „comparative scientific status“ (relativní vědecké postavení) je poměr celkových dotací věnovaných společensko-vědním disciplínám. Kniha podává užitečný popis toho, jak se změnil osud společenských věd a jejich postavení v NSF v průběhu 46 let, které zobrazuje v dekádách.

### Voicing Social Concern
The Mass Media, Violence, Pornography, Censorship, Organization, Social Science, The Ultramultiversity (rok vydání 1994). Kniha zachycuje snahu využít masová média k analýze závažných sociálních, vzdělávacích a vědeckých problémů a předávání těchto informací širšímu publiku. Otto N. Larsen na základě výzkumů odpovídá otázky na větší výzvu spočívající v propojování výsledků výzkumů do možných strategií a činů ve čtyřech hlavních polích: dopad masových médií a kontrola jimi, problémy vystupování v profesionálních organizacích, snaha získat vědeckou legitimaci pro sociální a behaviorální vědu a zlepšení výuky a studia na univerzitách. Tento spis zaznamenává obsah třiceti tří rozhovorů během čtyřiceti let mezi roky 1952 a 1993.